# Közönséges fagyal
A közönséges fagyal (Ligustrum vulgare) az olajfafélék családjába tartozó cserje. 
Hazája Észak-Afrika, Európa, Kis-Ázsia. Hazánkban erdőkben, cserjésekben gyakori, a Bodrogközben, valamint a Bükk-vidéken is megtalálható növényfaj.

## Leírása
3-4 méteres, terjedő tövű, felálló ágú cserje.
Fiatal hajtásai finoman szőrösek. Levelei lándzsásak vagy keskeny hosszúkásak, védett helyen néha áttelelnek. Illatos virágai június-júliusban nyílnak. Termése fénylő fekete, gömb alakú.

## Felhasználása
Igénytelen, jó szárazságtűrő faj, gyakran ültetett sövénycserje. Rézsűk megkötésére is alkalmas. 
Fajtái:
- ’Atrovirens’ – erősen felfelé törő növekedésű. Lombja nyáron sötétzöld, ősszel barnásra színeződik és úgy telel át.
- ’Atrovirens Compacta’ – mint az előző, de alacsonyabb, tömöttebb bokrú.
- ’Atrovirens Select’ – mint az előző, de lombja zölden telel át.
- ’Chlorocarpum’ – zöldessárga termésű, a típusnál tömöttebb növekedésű.
- ’Lodense’ – lassú és kompakt növésű fajta. Idővel max. 1,5 m-re nő. Lombja többnyire áttelel. Alacsony sövénynek nyírás nélkül is alkalmas.
- ’Pyramidale’ – mereven felálló ágú oszlopforma, vaskos levelekkel és zöldessárga terméssel.